# Tunes of Wacken
Tunes of Wacken — Live концертний альбом німецького хеві-метал гурту Grave Digger записаний 4 серпня 2001 року на фестивалі Wacken Open Air. Він також був виданий на DVD.

## Список композицій
1. «Intro»
2. «Scotland United»
3. «The Dark Of The Sun»
4. «The Reaper»
5. «The Round Table (Forever)»
6. «Excalibur»
7. «Circle Of Witches»
8. «The Ballad Of Mary (Queen Of Scots)»
9. «Lionheart»
10. «Morgane Le Fay»
11. «Knights Of The Cross»
12. «Rebellion (The Clans Are Marching)»
13. «Heavy Metal Breakdown»

## Учасники
- Кріс Болтендаль — вокал
- Манні Шмідт -гітара
- Йенс Бекер — бас-гітара
- Штефан Арнольд — ударні
- Ханс HP катценбург — клавішні